# Chuck Darling
Charles Frick “Chuck” Darling (Denison, 20 maart 1930 – Littleton, 6 april 2021) was een Amerikaans basketballer. Hij won met het Amerikaans basketbalteam de gouden medaille op de Olympische Zomerspelen 1956.

## Carrière
Darling speelde collegebasketbal voor de Iowa Hawkeyes van 1949 tot 1952. In de NBA draft van 1952 werd hij als achtste gekozen door de Rochester Royals, hij verkoos echter om als amateur te blijven spelen. Hij speelde van 1952 tot 1957 voor de Phillips 66ers die officieel amateur waren, hierdoor nam hij in 1956 deel aan de Olympische Spelen. Tijdens de Olympische Spelen speelde hij 6 wedstrijden. Gedurende deze wedstrijden scoorde hij 56 punten.
Na zijn carrière als speler was hij werkzaam bij Phillips Petroleum, de sponsor van zijn laatste team.

## Erelijst
- Olympische Zomerspelen 1956
- NCAA All-American: 1952
- AAU All-American: 1954, 1955, 1956
- AAU-kampioen: 1955